# Kvalifikacije za svjetsko prvenstvo u nogometu
Kvalifikacije za FIFA-ina svjetska prvenstva u nogometu proces su kroz koji nogometna reprezentacija pojedine države prolazi s namjerom kvalificiranja za svjetsko prvenstvo. FIFA-ino svjetsko prvenstvo događaj je na globalnoj razini, a kvalifikacije se koriste u svrhu smanjivanja broja reprezentacija na završnom turniru s oko 200 koje uđu u kvalifikacije na 32.
Kvalifikacije se održavaju unutar šest FIFA-inih kontinentalnih zona (Afrike, Azije, Sjeverne i Srednje Amerike te Kariba, Južne Amerike, Oceanije i Europe). Za svako svjetsko prvenstvo FIFA unaprijed odredi broj slobodnih mjesta po kontinentalnoj zoni za završno natjecanje koji varira ovisno o ukupnoj jačini zona.
Domaćini svjetskoga prvenstva automatski se kvalificiraju za završnicu. Nastupi na prijašnjim izdanjima svjetskih prvenstava ili kontinentalnih natjecanja ne uzimaju se u obzir prilikom svrstavanja skupina za kvalifikacije. Sve do 2002. godine i branitelj naslova automatski se kvalificirao, no od Svjetskoga prvenstva 2006. i pobjednik prijašnjega prvenstva, Brazil, trebao je pristupiti kvalifikacijama.

## Povijest
Tijekom mnogih godina sustav kvalifikacija za svjetska prvenstva napredovao je, počevši od Prvenstva u Urugvaju 1930. kada uopće nije bilo kvalifikacija (FIFA je slala pozivnice tadašnjim najjačim reprezentacijama), pa sve do dvogodišnjega procesa za Prvenstvo u Njemačkoj 2006. godine.
Iako broj kvalificiranih reprezentacija za završni turnir neprestano raste, počevši od 16 između 1934. i 1978., zatim 24 između 1982. i 1994. te naposljetku 32 od 1998. pa sve do danas, sustav kvalifikacija otprilike je isti kroz povijest svjetskih prvenstava; reprezentacije se svrstavaju po kontinentalnim zonama, zatim se međusobno natječu za unaprijed određeni broj mjesta na završnom natjecanju i, ovisno o zarađenim bodovima i sustavu kvalifikacija, jedno ili dva mjesta rezervirana za pobjednike međunarodnih doigravanja.

### Kvalifikacijska mjesta po kontinentima
Tablica pokazuje popis mjesta za nastup na svjetskom prvenstvu po svakom kontinentu za svaki turnir. Mjesta u međunarodnom doigravanju označena su s 0.5. Istaknuti brojevi označavaju pobjednike doigravanja. "P" označava mjesto rezervirano za prvaka prijašnjega prvenstva, dok "D" označava mjesto za domaćina.
| Kontinentalne zone                | 1934. (16) | 1938. (15) | 1950. (13) | 1954. (16) | 1958. (16) | 1962. (16) | 1966. (16) | 1970. (16) | 1974. (16) | 1978. (16) | 1982. (24) | 1986. (24) | 1990. (24) | 1994. (24) | 1998. (32) | 2002. (32) | 2006. (32) | 2010. (32) |
| --------------------------------- | ---------- | ---------- | ---------- | ---------- | ---------- | ---------- | ---------- | ---------- | ---------- | ---------- | ---------- | ---------- | ---------- | ---------- | ---------- | ---------- | ---------- | ---------- |
| Afrika                            | 1          | /          | /          | /          | 0.5        | 0.5        | 1          | 1          | 1          | 1          | 2          | 2          | 2          | 3          | 5          | 5          | 5          | 5 D        |
| Azija                             | 1          | 1          | 1          | 1          | 0.5        | 0.5        | 1          | 1          | 1          | 1          | 2          | 2          | 2          | 2          | 3.5        | 2.5 2P     | 4.5        | 4.5        |
| Oceanija                          | /          | /          | /          | /          | /          | /          | 1          | 1          | 1          | 1          | 2          | 0.5        | 0.5        | 0.25       | 0.5        | 0.5        | 0.5        | 0.5        |
| Europa                            | 12         | 11 P D     | 7 P        | 11 D       | 9.5 P D    | 9          | 9 D        | 8 P        | 8.5 D      | 8.5 P      | 13 D       | 12.5 P     | 13 D       | 12 P       | 14 D       | 13.5 P     | 13 D       | 13         |
| Sjeverna i Srednja Amerika Karibi | 1          | 1          | 2          | 1          | 1          | 0.5        | 1          | 1 D        | 1          | 1          | 2          | 1 D        | 2          | 1.25 D     | 3          | 3          | 3.5        | 3.5        |
| Južna Amerika                     | 2          | 1          | 4 D        | 1 P        | 3          | 3.5 P D    | 3 P        | 3          | 2.5 P      | 2.5 D      | 3 P        | 4          | 2.5 P      | 3.5        | 4 P        | 4.5        | 4.5        | 4.5        |
| Ukupno                            | 16         | 16         | 16         | 16         | 16         | 16         | 16         | 16         | 16         | 16         | 24         | 24         | 24         | 24         | 32         | 32         | 32         | 32         |

## Trenutačni sustav
Trenutačno su 32 mjesta slobodna za završni turnir. Jedno od njih rezervirano je za reprezentaciju domaćina natjecanja, a ako dvije ili više država zajedno bivaju domaćinima natjecanja, FIFA dodjeljuje svakoj od njih po jedno automatsko mjesto. FIFA prije početka kvalifikacija određuje broj slobodnih mjesta za svaku kontinentalnu zonu. Za Prvenstvo u Južnoafričkoj Republici 2010. koristit će se idući sustav:
- UEFA (Europa) – 13 mjesta
- CAF (Afrika) – 5 mjesta + domaćin Južnoafrička Republika
- AFC (Azija) i OFC (Oceanija) – 4 mjesta za azijsku zonu (AFC) + 1 mjesto rezervirano za pobjednika doigravanja između reprezentacije AFC-a i OFC-a
- CONMEBOL (Južna Amerika) – 4 mjesta
- CONCACAF (Sjeverna i Srednja Amerika, Karibi) – 3 mjesta
- 1 mjesto bit će dodijeljeno pobjedniku doigravanja između reprezentacije CONMEBOL-a i CONCACAF-a

Ovi brojevi lagano variraju o odnosu na prijašnja završna natjecanja (vidi iznad).
Kvalifikacijski proces u svim zonama završava u približno isto vrijeme, između rujna i studenoga u godini prije završnoga natjecanja.
Ispod su navedene razlike u sustavu kvalifikacija između kontinentalnih zona.

### Afrika
Kvalifikacije u Africi započele su pretkolom sa svrhom smanjivanja broja reprezentacija na 48, a zatim je uslijedilo izvlačenje grupa u Durbanu u studenome 2007.
Kvalifikacije za Prvenstvo 2010. godine bit će kombinirane s kvalifikacijama za Afrički Kup nacija 2010. Pošto je Južnoafrička Republika domaćin svjetskoga prvenstva automatski se kvalificirala, no igrat će u kvalifikacijama da olakša kvalifikacije za Afrički Kup nacija.
Prva faza kvalifikacija podijelit će 48 reprezentacija u dvanaest skupina po četiri momčadi. Pobjednici skupina i osam najboljih drugoplasiranih momčadi kvalificirat će se za drugu fazu kvalifikacija koja će preostalih dvadeset reprezentacija podijeliti u pet skupina po četiri momčadi; samo pet prvoplasiranih reprezentacija nastupit će na svjetskom prvenstvu, dok će se tri najbolje plasirane reprezentacije iz svake skupine plasirati na Afrički Kup nacija.

### Azija
Nacionalne reprezentacije Bruneja, Laosa i Filipina nisu se prijavile za kvalifikacije, dok je Butanu FIFA dozvolila nastup u kvalifikacijama nakon isteka službenoga roka za prijave. Sustav kvalifikacija znatno se promijenio od onoga za Prvenstvo 2006. godine. 
Dva pretkola smanjila su broj reprezentacija s 43 na dvadeset. Tih dvadeset reprezentacija podijeljeno je u pet skupina po četiri momčadi, a dvije najbolje plasirane reprezentacije iz svake skupine napreduju u završni dio kvalifikacija. Deset preostalih momčadi razvrstane su u dvije skupine po pet momčadi odakle po dvije najbolje plasirane reprezentacije iz obe skupine odlaze na svjetsko prvenstvo, dok se dvije trećeplasirane momčadi međusobno bore za pravo nastupa protiv pobjednika oceanijskih kvalifikacija.

### Europa
Europski dio kvalifikacija započinje u rujnu 2008. godine. 53 reprezentacije podijeljene su u osam skupina od šest reprezentacija i jednu od pet. Svih devet pobjednika idu izravno na svjetsko prvenstvo, dok osam najboljih drugoplasiranih momčadi (samo jedan drugoplasirani otpada) idu u doigravanje za preostala četiri mjesta.

### Sjeverna i Srednja Amerika, Karibi
CONCACAF koristi isti sustav kvalifikacija kao i za Prvenstvo 2006. godine u Njemačkoj. Sastoji se od dva pretkola koji prvo smanjuju broj reprezentacija s 35 na 24 te naposljetku 12. Nakon toga slijede tri skupine od po četiri reprezentacije odakle dvije najbolje reprezentacije napreduju tvoreći završnu skupinu od šest momčadi. Iz završne skupine tri najbolje plasirane momčadi idu izravno na Svjetsko prvenstvo, dok četvrtoplasirana ide u dodatne kvalifikacije protiv petoplasirane momčadi južnoameričkih kvalifikacija pod okriljem CONMEBOL-a.

### Oceanija
Oceanijske kvalifikacije sastoje se od dvije faze. U prvoj fazi reprezentacije se natječu na Pacifičkim igrama 2007. odakle tri najbolje plasirane reprezentacije tvore grupu s Novim Zelandom. Pobjednik te skupine igrat će dodatne kvalifikacije s petoplasiranom momčadi azijskih kvalifikacija za nastup na Svjetskom prvenstvu.

### Južna Amerika
Najjednostavniji sustav koristi CONMEBOL; deset reprezentacija svrstanih u istu skupinu igra međusobno dva puta (kod kuće i u gostima). Osamnaest kola odigrava se kroz period od približno dvije godine, a četiri najbolje plasirane momčadi idu izravno na prvenstvo, dok petoplasirani dodatno razigrava s četvrtoplasiranom reprezentacijom CONCACAF-a.

### Međunarodno razigravanje (play-off)
Međunarodna doigravanja igraju se po klasičnom sustavu domaće i gostujuće utakmice. Reprezentacija koja u ta dva ogleda postigne veći broj golova prolazi na prvenstvo. Vrijedi pravilo gola u gostima, a ako niti to pravilo ne pomogne u određivanju ukupnoga pobjednika, koriste se produžetci i eventualno, ako ni nakon produžetaka nema pobjednika, pristupa udarcima s bijele točke.

### Pravila za natjecanje po skupinama
U svim utakmicama natjecanja po skupinama tri boda dodjeljuju se za pobjedu, jedan za neriješenu utakmicu i nijedan za poraz. FIFA je donijela kriterije za razlučivanje dvaju ili više momčadi ako se dogodi da te momčadi završe skupinu s jednakim brojem bodova:
1. ukupna gol-razlika
2. broj postignutih golova

Ako ni tada nije moguće odrediti koja reprezentacija prolazi dalje, a koja ispada, koriste se idući kriteriji:
1. broj bodova koje su momčadi osvojile u međusobnim susretima
2. gol-razlika u utakmicama suprotstavljenih reprezentacija
3. broj postignutih golova u međusobnim utakmicama

Ako niti tada nije moguće odrediti koja reprezentacija prolazi na završnu smotru, FIFA, ako smatra da je moguće smjestiti utakmicu u kalendar, organizira utakmicu na neutralnom terenu s produžetcima i jedanaestercima ako bude potrebe za njima. Ako pak nije moguće organizirati utakmicu radi pretrpanosti kalendara, FIFA će organizirati ždrijeb koji će odrediti reprezentaciju koja prolazi na Svjetsko prvenstvo.
Valja napomenuti da se ovi kriteriji razlikuju od onih iz kvalifikacija za Prvenstvo 2006. godine; da su se koristili trenutačni, Nigerija bi se kvalificirala umjesto Angole.